# Антоній Кліма
Антоній Кліма (пол. Antoni Klima; 1807 — 1854) — римо-католицький священник, педагог, піонер модернізації Галицького господарського товариства, господарський діяч.

## Життєпис
У 1832 р. був висвячений на священика, після чого був священиком у парафії Монастириська (1833—1836). Потім адміністратор (1836—1837) і парох у Давидові (1837—1848). Один із піонерів модернізації галицького сільського господарства. Член-засновник (03.07.1845), а потім активіст Галицького господарського товариства (ГГТ). З 1849 р. керував першою в Галичині сільськогосподарською школою, заснованою 1848 р. ГГТ у Лопушні в Рогатинському повіті. Школа була розташована на території, орендованій у графа Альфреда Потоцького, її фінансово підтримувало Товариство. Для читання лекцій було найнято Каспера Стоклосінського, якому платила ГГТ. Оскільки Антоній не зміг утримувати заклад, незважаючи на підтримку ГГТ, через рік роботи школа розвалилася. Член комітету ГГТ (30 червня 1848 — 13 лютого 1853). Також був заступником у комісії відділу тваринництва, референтом худоби, обирався до комісії по перегляду статутів ГГТ. З 1853 р. директор-економ господарської школи господарників у Виборівці, з 1854 р. вчитель землеробства. Був суддею на сільськогосподарських виставках у Львові, наприклад, у 1850 році; 1851 році. Він брав участь у донесенні галицьким селянам аграрних знань, наприклад, через власні публікації, зокрема брошуру про скотарство, написану разом із Северином Смажевським. Він також був конструктором сільськогосподарських знарядь, які потім виставляв на сільськогосподарських виставках, наприклад, у липні 1851 р. показав т. зв «плуг о. Клими», що є різновидом чеського плуга. Князь Леон Людвік Сапіга, перший президент ГГТ — згадуючи о. Клима писав про нього, що він був «господарем люблячим і досить освіченим».
Творчість Антонія Кліми
- Rzecz o podniesieniu cła dla chowu bydła rogatego w Galicji, w: «Rozprawy Galicyjskiego Towarzystwa Gospodarskiego», t. 7, 1849, s. 149—154.